# ساک نوئل
آیزاک محمود نوئل (انگلیسی: Isaac Mahmood Noell؛ ۱۲ آوریل ۱۹۸۳) که بیشتر با نام هنری ساک نوئل (انگلیسی: Sak Noel) شناخته می‌شود، دی‌جی، تهیه‌کنندهٔ موسیقی، ترانه‌پرداز و کارگردان موزیک ویدئوی اهل لا سلرا دو تر در خیرونا، کاتالونیا، اسپانیا است. او بیشتر به‌خاطر ترانهٔ بین‌المللی و پرفروش «آدم‌های دیوانه» شناخته می‌شود.
علاقهٔ ساک نوئل به موسیقی در نوجوانی و با مشارکت در عرصهٔ موسیقی الکترونیک در کاتالونیا و تأسیس شرکت سرگرمی موگودا در سال ۲۰۰۳ آغاز شد.
نخستین تک آهنگ او با نام «آدم‌های دیوانه» (۲۰۱۱) در سراسر جهان به موفقیت دست یافت و در کشورهای مختلف، از جمله بریتانیا، رتبهٔ اول را کسب کرد. او پنجمین تهیه‌کنندهٔ اسپانیایی بود که به این رتبه دست یافت. ریمیکس «آدم‌های دیوانه» با نام «مردم دیوانه» به‌همراهی سنساتو و پیت‌بول نامزد بهترین ترانهٔ شهری در سیزدهمین جایزه گرمی لاتین در سال ۲۰۱۲ شد.
دومین تک آهنگ او با نام «پاسو (سرود نینی)» به بیش از ۳۰ میلیون بازدید در یوتیوب رسید. او سپس ترانهٔ «بدون دوست پسر» را در سال ۲۰۱۴ با همکاری مایرا ورونیکا منتشر کرد که این قطعه نیز بیش از ۳۰ میلیون بار در یوتیوب شنیده شد و در ایالات متحده به‌طور گسترده‌ای دست به دست شد. این ترانه در نخستین انتشار در رتبهٔ ۴۰ ایرپلی رقص/میکس شو بیلبورد قرار گرفت.

## ترانه‌شناسی

### تک‌آهنگ‌ها
| عنوان                                                                      | سال  | بهترین جایگاه در جدول‌های موسیقی | بهترین جایگاه در جدول‌های موسیقی | بهترین جایگاه در جدول‌های موسیقی | بهترین جایگاه در جدول‌های موسیقی | بهترین جایگاه در جدول‌های موسیقی | بهترین جایگاه در جدول‌های موسیقی | بهترین جایگاه در جدول‌های موسیقی | بهترین جایگاه در جدول‌های موسیقی | بهترین جایگاه در جدول‌های موسیقی | بهترین جایگاه در جدول‌های موسیقی | گواهینامه‌ها                                     |
| عنوان                                                                      | سال  | اسپانیا                         | اتریش                           | بلژیک                           | دانمارک                         | فرانسه                          | ایرلند                          | هلند                            | سوئد                            | سوئیس                           | بریتانیا                        | گواهینامه‌ها                                     |
| -------------------------------------------------------------------------- | ---- | ------------------------------- | ------------------------------- | ------------------------------- | ------------------------------- | ------------------------------- | ------------------------------- | ------------------------------- | ------------------------------- | ------------------------------- | ------------------------------- | ----------------------------------------------- |
| «آدم‌های دیوانه»                                                            | ۲۰۱۱ | ۴۷                              | ۱                               | ۱                               | ۱                               | ۱۲                              | ۱۴                              | ۱                               | ۵                               | ۲                               | ۱                               | - کانادا: پلاتین - دانمارک: پلاتین - سوئیس: طلا |
| «پاسو (سرود نینی)»                                                         | ۲۰۱۱ | —                               | ۴۵                              | —                               | —                               | —                               | —                               | —                               | —                               | —                               | —                               |                                                 |
| «کجا؟ (لباس زیرم را گم کردم)»                                              | ۲۰۱۲ | —                               | —                               | —                               | —                               | —                               | —                               | —                               | —                               | —                               | —                               |                                                 |
| «پارتی در سطح من» (به‌همراه سیتو راکز)                                      | ۲۰۱۳ | —                               | —                               | —                               | —                               | —                               | —                               | —                               | —                               | —                               | —                               |                                                 |
| «قانون منم»                                                                | ۲۰۱۳ | —                               | —                               | ۷۷                              | —                               | —                               | —                               | —                               | —                               | —                               | —                               |                                                 |
| «بدون دوست‌پسر (مشکلی نیست)» (به‌همراه مایرا ورونیکا، دی‌جی کوبا و نیتان)     | ۲۰۱۴ | —                               | —                               | —                               | —                               | —                               | —                               | —                               | —                               | —                               | —                               |                                                 |
| «پینگا» (به‌همراه سیتو راکز)                                                | ۲۰۱۵ | —                               | —                               | —                               | —                               | —                               | —                               | —                               | —                               | —                               | —                               |                                                 |
| «ترومپت‌ها» (به‌همراه سلوی و شان پال)                                        | ۲۰۱۶ | —                               | —                               | ۴۰                              | —                               | ۱۰۶                             | —                               | ۱۲                              | —                               | —                               | —                               |                                                 |
| «لمسم کن» (به‌همراه سلوی و فرانکلین دم)                                     | ۲۰۲۰ | —                               | —                               | —                               | —                               | —                               | —                               | —                               | —                               | —                               | —                               |                                                 |
| «بروک ایت داون» (به‌همراه کشمر و تی‌اکس‌دوی)                                  | ۲۰۲۰ | —                               | —                               | —                               | —                               | —                               | —                               | —                               | —                               | —                               | —                               |                                                 |
| «چه پولدار (لمسم کن)» (به‌همراه پیت‌بول و سلوی)                              | ۲۰۲۰ | —                               | —                               | —                               | —                               | —                               | —                               | —                               | —                               | —                               | —                               |                                                 |
| «لرزان» (به‌همراه نوسفه و الکساندرا استن و لوس تیوز)                        | ۲۰۲۱ | —                               | —                               | —                               | —                               | —                               | —                               | —                               | —                               | —                               | —                               |                                                 |
| «هرگز خونه نمی‌رم» (به‌همراه جازمین اورتیز)                                  | ۲۰۲۲ | —                               | —                               | —                               | —                               | —                               | —                               | —                               | —                               | —                               | —                               |                                                 |
| «—» نشانگر آثاری است که در جدول‌های موسیقی قرار نگرفته‌اند یا منتشر نشده‌اند. |      |                                 |                                 |                                 |                                 |                                 |                                 |                                 |                                 |                                 |                                 |                                                 |